# Baltzar von Platen (Erfinder)

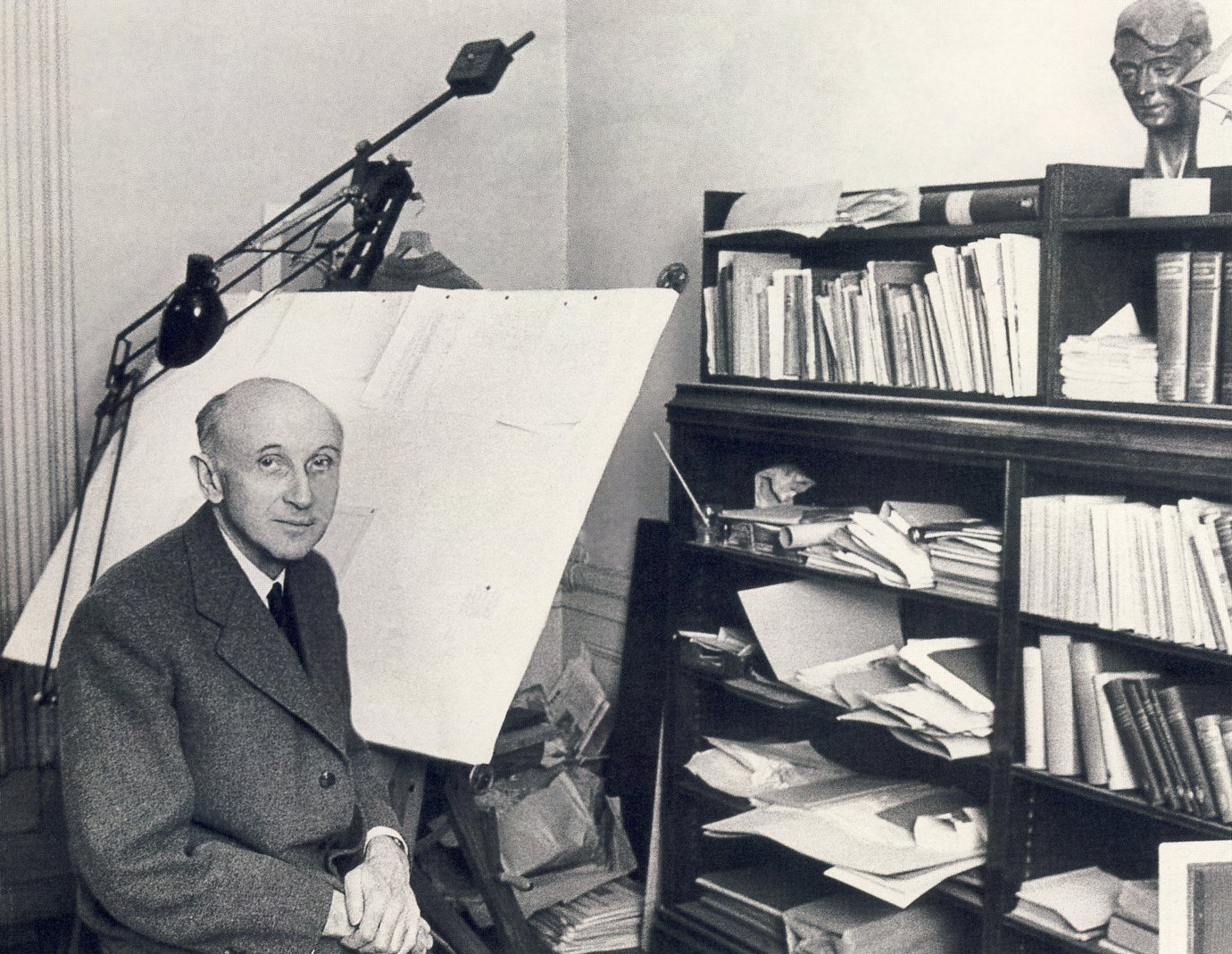
Baltzar von Platen 1960

Baltzar von Platen (* 24. Februar 1898 in Malmö; † 1984) war ein schwedischer Erfinder.
Er gehörte zu einem deutschen Adelsgeschlecht des Rügen-Pommerschen Uradels, das Mitte des 18. Jahrhunderts nach Schweden auswanderte und dort seine Standesrechte beibehalten konnte. Die Adelsnaturalisation für seinen Familienzweig erfolgte in Schweden erstmals am 21. November 1751 für den schwedischen Major Baltzar Achates von Platen. Weitere Adelsnaturalisationen folgten am 23. Oktober 1778 für Philipp Julius Bernhard von Platen, Kgl. schwed. Generalmajor, und am 29. Januar 1818 bei der Finnischen Ritterschaft für Gustav Bogislav von Platen. Als Baltzar von Platen 1922 die Königliche Technische Hochschule Stockholm verließ, hatte er Mathematik, Physik und Astronomie studiert. Bei seiner Examensarbeit erfand er zusammen mit Carl Munters die Diffusionsabsorptionskältemaschine, wie sie bis heute in jedem Absorberkühlschrank zum Einsatz kommt. Dieses System wurde ab 1925 von der Firma Electrolux für ihren weltweit erfolgreichen Kühlschrank verwendet.
Innerhalb des schwedischen Konzerns ASEA arbeitete von Platen an einem Projekt mit, das zum Ziel hatte, Diamanten mit Hilfe von Hitze und Druck herstellen zu können. Er verließ das Projekt jedoch, bevor 1953 die erste erfolgreiche Produktion eines synthetischen Diamanten gelang.